# Environnement de pré-installation Windows
L'environnement de pré-installation Windows (Windows preinstallation environment ou Windows PE ou Win PE) est une version minimaliste d'un système d'exploitation Microsoft Windows (depuis Microsoft Windows Vista) utilisée afin de faciliter l'installation d'une édition complète de Windows mais aussi le dépannage d'un système d'exploitation qui n'est pas en fonctionnement. Ce système a eu pour but de remplacer MS-DOS et peut être lancé à partir du réseau, d'un CD, d'un DVD, ou d'une clé USB.
Il se destine également aux fabricants d'ordinateurs afin de pré-installer un système d'exploitation Windows durant la phase de fabrication d'un ordinateur.
WinPE comporte des commandes permettant de manipuler des partitions, modifier le secteur de démarrage et créer des images ISO. Contrairement à MS-DOS, il permet de manipuler des partitions au format NTFS, accéder à des serveurs de fichier et exécuter certains programmes pour Windows.

## Versions
Les versions suivantes sont connues pour avoir existé :
| Version  | Description |
| -------- | --- |
| 1.0      | Basée sur le code de la version initiale de Windows XP Professionnel. |
| 1.1      | Basée sur le code de Windows XP Professionnel Service Pack 1 (SP1). |
| 1.2      | Basée sur le code de la famille de programmes Windows Server 2003. |
| 1.5      | Basée sur le code de Windows XP Professionnel Service Pack 2 (SP2). |
| 1.6      | Basée sur le code de Windows Server 2003 Service Pack 1 (SP1). Egalement appelée Windows 2005 PE. |
| 2.0      | Avant cette version, Windows PE était distribué uniquement aux grands fabricants d'ordinateurs et aux grandes sociétés ayant à gérer des parcs informatiques. WinPE 2.0 a été la première version accessible au public. Elle s'appuie sur le noyau de Microsoft Windows Vista. WinPE 2.0 est intégré au kit d’installation Windows automatisée (Windows AIK). Ce kit est librement téléchargeable sur le site Internet de Microsoft. |
| 2.1      | Basée sur le code de Windows Server 2008, même code que Windows Vista Service Pack 1 (SP1). |
| 2.2      | Basée sur le code de Windows Server 2008 SP2, même code que Windows Vista Service Pack 2 (SP2). |
| 3.0      | Basée sur le code de Windows 7, elle est incluse dans le WAIK 2.0. |
| 3.1      | Basée sur le code de Windows 7 Service Pack 1 (SP1). |
| 4.0      | Basée sur le code de Windows 8. |
| 5.0      | Basée sur le code de Windows 8.1. |
| 5.1      | Mise à jour manuelle pour Windows PE 5.0. |
| 10.0.X.X | Basée sur le code de Windows 10. Les versions varient au fil des builds publiées par Microsoft. |

## Instructions
- diskpart : utilitaire de ligne de commande.
- clean : détruit toutes les partitions.
- wipe : écrit des 0 ou des 1 sur chaque bit, sur une ou plusieurs partitions.
- list disk : affiche la liste des disques.
- list volume : affiche la liste des volumes de base et dynamiques sur tous les disques
- create partition : permet de créer des partitions.
- create volume : permet de créer des volumes.
- active : pour activer le volume précédemment sélectionné. Cette action permet d'amorcer (booter en anglais) un système d'exploitation sur ce volume.
- bcdedit : permet d'effectuer des opérations sur le secteur de démarrage.